# بيلي بورنس (لاعب كرة قاعدة)
بيلي بورنس (بالإنجليزية: Billy Burns)‏ هو لاعب كرة قاعدة أمريكي، ولد في 30 أغسطس 1989 في ماريتا في الولايات المتحدة.

## وصلات خارجية
- بيلي بورنس على موقع دوري كرة القاعدة الرئيسي (الإنجليزية)
- بيلي بورنس على موقعبيزبول رفرنس.كوم (الدوري الرئيسي) (الإنجليزية)
- بيلي بورنس على موقعبيزبول رفرنس.كوم (الدوري الثانوي) (الإنجليزية)
- بيلي بورنس على موقع إي إس بي إن.كوم (أم.أل.بي) (الإنجليزية)
- بيلي بورنس على موقع مشجعي الرسوم البيانية (الإنجليزية)